# Emma Josten
Emma Josten (Heemstede) is een Nederlands actrice. Ze is onder andere bekend van haar hoofdrol in de film Tegendraads.

## Biografie
Josten werd geboren in het Noord-Hollandse Heemstede. Na de middelbare school te hebben gevolgd aan het Hageveld, studeerde ze aan de Academie voor Theater en Dans. Tijdens haar studie speelde ze al in producties van Het Nationale theater en het Internationale Theater Amsterdam. Al op jonge leeftijd had Josten een rol in de televisieserie Het geheim van Eyck, waarin ze in 50 afleveringen de rol van Rekel vertolkte. Hier volgden voor Josten gastrollen in Flikken Rotterdam en Killing Eve. Vanaf 2019 had ze een terugkerende rol als Kim Egger in de televisieserie Oogappels. In augustus 2024 speelde Josten een hoofdrol in de voorstelling De grote vloed in het Groningse Oosterwijtwerd. Een jaar daarvoor was Josten reeds gecast in de hoofdrol van Johanna Borghuis in de film Tegendraads. In deze film speelde Josten een vrouw die carrière maakt, ondanks dat het in die tijd gezien de maatschappelijke verhoudingen onwaarschijnlijk zou zijn. Ze krijgt een relatie met Franceso, die betrokken raakt bij de spaghettirellen in Oldenzaal. In november 2024 ging de film, onder regie van Ben Sombogaart en met Johan Nijenhuis als producent, in première.

## Filmografie

### Films
| Jaar | Titel               | Rol              | Opmerking  |
| ---- | ------------------- | ---------------- | ---------- |
| 2019 | Ik zie je zitten    | Sophie           | Korte film |
| 2019 | Moordkuil           | Vrouw            | Korte film |
| 2020 | Dirty Talks         | Daniëlle         | Korte film |
| 2020 | Split-up            | Sarah            | Korte film |
| 2020 | Misfit 3: De Finale | Machteld         |            |
| 2020 | Doodgewoon          | Liz              | Korte film |
| 2024 | Trip-Tych           |                  |            |
| 2024 | Tegendraads         | Johanna Borghuis |            |

### Televisie
| Jaar      | Titel               | Rol           | Extra   |
| --------- | ------------------- | ------------- | ------- |
| 2012–2014 | De vloer op jr.     |               | 11 afl. |
| 2015      | Het geheim van Eyck | Rekel         | 50 afl. |
| 2017      | Flikken Rotterdam   | Jamie Derksen | 1 afl.  |
| 2019      | Killing Eve         | Sekswerker    | 1 afl.  |
| 2019–2022 | Oogappels           | Kim Egger     | 18 afl. |